# Blob - Il fluido che uccide
Blob - Il fluido che uccide (The Blob) è un film del 1988 diretto da Chuck Russell. È un film horror fantascientifico, remake dell'originale Fluido mortale (The Blob, 1958) di Irvin S. Yeaworth Jr., che aveva già avuto un sequel nel 1972 con Beware! The Blob (Beware! The Blob) di Larry Hagman.

## Trama
Nella cittadina statunitense di Arborville, un meteorite precipita in mezzo ai boschi.
Un barbone lo trova e lo smuove, facendo fuoriuscire un fluido gelatinoso che gli ingloba la mano. Fuggendo, il vagabondo viene investito dall'auto di Paul e Meg, due fidanzati, che decidono di portarlo in ospedale e obbligano Brian, un bulletto locale, a seguirli perché è stato testimone oculare dell'incidente. Brian decide di andarsene mentre sono in ospedale, e, in sala d'aspetto, Paul vede il vagabondo agitarsi e contorcersi e chiama il dottore dell'ospedale. Quando egli solleva la coperta vede che il corpo dell'uomo è stato corroso lasciando intatta solo la testa. Paul corre a chiamare la polizia ma l'essere che ha attaccato il vecchio gli cade addosso. Paul grida e Meg, sopraggiunta, cerca di salvarlo, ma il suo braccio si stacca mentre il povero ragazzo viene liquefatto e divorato. La polizia pensa che nell'omicidio sia coinvolto Brian, mentre Meg, in stato di shock, viene condotta a casa. Il fluido, intanto, si dirige verso i boschi e penetra in un'auto dove due ragazzi stanno amoreggiando, divorandoli entrambi, e scendendo poi nella fogna attraverso uno scolo. Meg, intanto, esce di nascosto di casa e trova Brian, supplicandolo di crederle, perché, in fondo, è l'unico che abbia visto la creatura e che possa aiutarla.
I due entrano in una tavola calda e proprio in quel momento il mostro esce da un lavandino nelle cucine, divorando l'addetto alle pulizie e la proprietaria e inseguendo i ragazzi nella cella frigorifera. Qui però qualcosa lo fa arrestare e fuggire, e i due giovani riescono a scappare dal bar dirigendosi verso i boschi. Il prete del luogo, passando di lì, vede il Blob scomparire nella fogna, poi entra nel bar devastato e trova un frammento di Blob congelato che si infila in tasca. Intanto i due ragazzi trovano nel bosco un'équipe di militari che studia il meteorite e l'essere che ne è fuoriuscito formulando varie ipotesi sulla sua provenienza. Brian capisce però che nelle intenzioni dei militari c'è qualcosa di poco chiaro, e mentre i militari li ritrasportano in città, Brian fugge dal furgoncino scassinando la portiera, mentre Meg rimane a bordo. Giunta in città, si ricorda che il suo fratellino e il suo amico Eddie sono andati di nascosto al cinema, e decide di raggiungerli per portarli a casa al sicuro. Il mostro, infatti, ormai enorme, assalta il cinema causando il panico, proprio mentre Meg sopraggiunge, e riesce a portare i bambini al sicuro nella fogna. Intanto i militari trovano Brian e cercano di portarlo in città, ma lui riesce a fuggire e, attraverso uno scarico fognario, si sottrae alla cattura. Lì si incontra con Meg, e il gruppo viene attaccato dal Blob. Eddie viene divorato, il fratellino di Meg riesce a fuggire da un tombino, mentre lei e Brian fuggono nelle fogne e riescono poi ad uscire fuori.
Lì i militari li fermano, ma Brian rivela quello che ha scoperto: il mostro non è una creatura extraterrestre, ma è stato creato da esperimenti per la guerra batteriologica. Il mostro esce dalle fogne e attacca i militari, divorandoli tutti, mentre Meg e Brian capiscono cosa teme la creatura: il freddo. Essi innescano una bomba su un camion per produrre neve artificiale e quando il Blob ci balza sopra, viene investito da un'ondata di freddo che lo fa cristallizzare e frantumare in mille pezzi. In seguito i brandelli congelati del mostro vengono trasportati nella ghiacciaia cittadina.
Tempo dopo, il prete della cittadina predica ad alcuni campagnoli l'Apocalisse. Egli, impazzito dopo l'attacco del Blob e sfregiato dalle fiamme di un incendio, è ora un paranoico alcolizzato. Nel finale, una donna chiede al prete quando arriverà l'Apocalisse ed egli risponde "Presto" mostrando un vasetto dove ha conservato un pezzo del Blob che si muove.

## Produzione
Per le sequenze del fluido è stato usato del gel silicone normalissimo, ad eccezione di due scene create con i primi modelli in 3D usati ai tempi, sia pure con scarsa tecnologia. Nella scena in cui Brian tenta il salto in moto l'attore si ruppe due costole e di conseguenza fu costretto in ospedale per un mese: per questo motivo venne presa una controfigura per alcune scene, interpretata dall'attore suo coetaneo Ethan Hawke.

## Promozione
Slogan promozionali:
- «Scream now, while there's still room to breathe.»
- «Terror has no shape.»
«Il terrore non ha forma.»
- «If it had a mind, you could reason with it. If it had a face, you could look it in the eye. And if it had a body, you could shoot it.»